# Гертруда фон Дагсбург
Гертруда де Дагсбург (Гертруда де Дабо; Gertrude de Dabo, Gertrude von Dagsburg; 1205/1206 — до 19 марта 1225) — графиня Меца, Дагсбурга и Моха с 1212 года, герцогиня Лотарингии (1215—1220, по правам мужа).
Единственная дочь и наследница Альберта II, графа Меца, Дагсбурга и Моха, и его жены Гертруды Баденской.
В 1204 году Альберт II продал графство Моха епископу Льежа за 50 тысяч марок, которые никогда не были уплачены. Однако по условиям договора его наследники должны были получить Моха в качестве фьефа.
Гертруда была замужем трижды, но все три брака оказались бездетными.
Первый муж (1215) — герцог Тибо I Лотарингский. Он умер в феврале или марте 1220 года. В мае того же года Гертруда вышла замуж за Тибо IV Шампанского. Они развелись в 1222 года или по причине родства, или из-за бездетности.
Третий брак был заключен в 1223 году — с Симоном фон Лейнинген, который после смерти жены сохранил за собой часть графства Дагсбург (остальные владения Гертруды получили Церингены (её родственники со стороны матери) и епископ Меца).
Симон умер в 1234 или 1236 году бездетным, ему наследовал брат — граф Фридрих III фон Лейнинген. Его внук Фридрих V (ум. 1327) был основателем линии Лейнинген-Дагсбург, существовавшей до 1797 года.
Возможно, именно Гертруда сочинила две поэмы (одна из них — Un petit devant le jour), автором которых числится безымянная герцогиня Лотарингская.